# 中岡由佳
中岡 由佳（なかおか ゆか、1975年12月25日 ‐ ）は、セント・フォース所属のフリーアナウンサー。

## 来歴
神奈川県立市ケ尾高等学校、山脇学園短期大学食物科卒業。山脇学園在学中にウェザーマップの「森田塾」1期生に合格し、短期大学卒業後に所属。気象学を勉強中にチューリップテレビ契約社員としてお天気キャスターを2年間担当。その後、ジョイスタッフへ移籍し、フリーアナウンサーとなる。ジョイスタッフ時代は主にNHKの番組に出演した。2009年4月1日付でセント・フォースへ移籍した。
短大時代は「食ッキングクラブ」を友人と立ち上げ、フランス料理学校「LE CORDON BLEU」（ル・コルドン・ブルー）ロンドン校へ留学。料理に造詣が深い。取得資格は栄養士、野菜ソムリエなど。
2014年3月4日付の自身の公式ブログで、結婚と妊娠5ヶ月であることを公表。夫となる男性は飲食業に関わる一般人で、詳細については公表していない。同年8月5日に第1子となる長女を出産した。2017年4月に第2子・長男を出産した。

## 人物
趣味は、料理、カメラ、旅行。
同じフリーアナウンサーの岩田まこ都、島ひとみと仲が良い。

## 過去の主な担当番組
- きょうの健康・きょうの健康Q&A（NHK教育　2003年～2011年）
番組を卒業した2011年3月の時点で、主に木曜日不定期で放送されているコーナー（「専門医がすすめる健康体操(2009年度)、「食シリーズ」「運動シリーズ」(2010年度)）の進行役。以前は本編およびQ&Aのアシスタントとして出演していたが、事務所移籍などもあり休演していた時期があった。
- サンデー健康ほっとライン・サタデー健康ほっとライン（NHK-BS2　2000年～2003年）リポーター
- ハツラツ道場（NHK総合）中継リポーター
- 科学大好き土よう塾（NHK教育）リポーター
- ラジ朝アットモーニング→N天トップ!（テレビ朝日）　お天気キャスター
- ワイド!スクランブル（テレビ朝日）天気・コーナー担当
- いつでも笑みを!生CM（フジテレビ系全国ネット、関西テレビ）
- 戦略発想法（衛星放送|スカパー!　ビジネス・ブレークスルー）キャスター
- おしえて!アグリ（テレビ東京）リポーター
- 南関東地方競馬チャンネル（スカパー!）キャスター
- ザ・トップビジョン（BS朝日　2012年4月～2014年3月）ナビゲーター
- L4 YOU!（テレビ東京）リポーター

### チューリップテレビお天気キャスター時代
- ニュースの森・富山